# Ana Caterina Morariu
Ana Caterina Morariu (Cluj-Napoca, 20 novembre 1980) è un'attrice romena naturalizzata italiana.

## Biografia
Figlia della ballerina romena Marineta Rodica Rotaru, parla quattro lingue: rumeno, italiano, francese e inglese. Quando era ancora bambina si trasferisce in Italia con la madre. 
Nel 1999 consegue la maturità scientifica presso il liceo scientifico "Benedetto Varchi" di Montevarchi. Nel 2002 consegue il diploma del Centro Sperimentale di Cinematografia di Roma. Nello stesso anno debutta in teatro, in seguito lavora in produzioni televisive e cinematografiche.
Nel 2006 è tra i protagonisti del film Il mio miglior nemico di Carlo Verdone, grazie al quale ottiene una candidatura ai David di Donatello come migliore attrice protagonista. Nel 2008 torna sul grande schermo con il film Il sangue dei vinti di Michele Soavi.
Numerose le fiction televisive alle quali ha preso parte, tra esse: Le stagioni del cuore (2004) di Antonello Grimaldi, De Gasperi - L'uomo della speranza (2005) di Liliana Cavani, Guerra e pace (2007) di Robert Dornhelm e Brendan Donnison, Il commissario De Luca (2008) di Antonio Frazzi, Il mistero del lago (2009) di Marco Serafini e Sarò sempre tuo padre (2011) di Lodovico Gasparini.
Nel 2013 entra a far parte del cast di Squadra antimafia - Palermo oggi nel ruolo del vice questore Lara Colombo, lasciando la serie due anni più tardi. Nel 2015 recita nella pellicola Si accettano miracoli di Alessandro Siani, ed è nel cast della serie TV Tutto può succedere nel ruolo di Giulia Ferraro.

## Filmografia

### Cinema
- Ocean's Twelve, regia di Steven Soderbergh (2004)
- Quando sei nato non puoi più nasconderti, regia di Marco Tullio Giordana (2005)
- Era meglio rimanere a casa, regia di Dino Santoro – cortometraggio (2006)
- Il mio miglior nemico, regia di Carlo Verdone (2006)
- Il sangue dei vinti, regia di Michele Soavi (2008)
- Un attimo sospesi, regia di Peter Marcias (2008)
- Tutto l'amore del mondo, regia di Riccardo Grandi (2010)
- Si accettano miracoli, regia di Alessandro Siani (2015)
- Due uomini, quattro donne e una mucca depressa, regia di Anna Di Francisca (2017)
- La guerra dei nonni, regia di Gianluca Ansanelli (2023)

### Televisione
- La fuga degli innocenti, regia di Leone Pompucci – miniserie TV (2004)
- La omicidi – serie TV, episodio 1x03 (2004)
- Le cinque giornate di Milano, regia di Carlo Lizzani – miniserie TV (2004)
- La tassista, regia di José María Sánchez – miniserie TV (2004)
- Le stagioni del cuore – serie TV (2004)
- De Gasperi - L'uomo della speranza, regia di Liliana Cavani – miniserie TV (2005)
- La maledizione dei Templari, regia di Josée Dayan – miniserie TV (2005)
- La buona battaglia - Don Pietro Pappagallo, regia di Gianfranco Albano – miniserie TV (2006)
- La sacra famiglia, regia di Raffaele Mertes – miniserie TV (2006)
- Guerra e pace, regia di Robert Dornhelm e Brendan Donnison – miniserie TV (2007)
- Il commissario De Luca, regia di Antonio Frazzi – miniserie TV, puntata 3 (2008)
- Donne assassine – serie TV, episodio 1x05 (2008)
- Il mistero del lago, regia di Marco Serafini – film TV (2009)
- Intelligence - Servizi & segreti – serie TV, 6 episodi (2009)
- Il commissario Montalbano – serie TV, episodio 8x04 (2010)
- Il commissario Zagaria, regia di Antonello Grimaldi – miniserie TV (2011)
- Sarò sempre tuo padre, regia di Lodovico Gasparini – miniserie TV (2011)
- 6 passi nel giallo – serie TV, episodio 1x05 (2012)
- Squadra antimafia - Palermo oggi – serie TV, 24 episodi (2013-2015)
- Tutto può succedere – serie TV, 29 episodi (2015-2018)
- Sorelle – serie TV (2017)
- Vincenzo Malinconico, avvocato d'insuccesso – serie TV, episodi 1x06-1x07-1x08 (2022)
- La lunga notte - La caduta del Duce – serie TV, 6 episodi (2024)

## Videoclip
- Nostalgia del futuro – Mambassa (2010)
- Orgoglio e povertà – Heroscimmia (2012)
- La ragazza incantata – Jacopo Troiani (2013)

## Teatro
- La notte degli scapoli, regia di Giovanni Lombardo Radice (2002)
- Il club della ribalta, regia di Susy Laude (2012)